# The Gallopin' Gaucho
The Gallopin' Gaucho (El gaucho galopante) es el segundo cortometraje producido con Mickey Mouse, después de Plane Crazy y antes de Steamboat Willie. Los estudios Disney completaron la versión muda en agosto de 1928, pero no la lanzaron para poder trabajar en Steamboat Willie. Fue lanzado, con sonido, después de Steamboat Willie.
Tanto Mickey como Minnie Mouse ya habían hecho su debut inicial con la proyección de prueba de Plane Crazy el 15 de mayo de 1928. Sin embargo, esa película tampoco logró captar la atención de los distribuidores cuando se produjo por primera vez como película muda. The Gallopin' Gaucho fue un segundo intento de éxito de los codirectores Walt Disney y Ub Iwerks. Este último también se desempeñó como único animador.
Como su título lo indica, el corto fue pensado como una parodia de The Gaucho de Douglas Fairbanks, una película que se estrenó por primera vez el 21 de noviembre de 1927. Después de la película original, los eventos del corto tienen lugar en las pampas de Argentina con el elenco de Mickey como el gaucho del título.

## Trama
Se presenta a Mickey montado en un ñandú. Pronto llega al bar y restaurante local Cantino Argentino (sic). Entra en el establecimiento con la aparente intención de relajarse bebiendo y fumando. (En la pared, un cartel de búsqueda de Mickey que dice El gaucho, lo que significa que Mickey Mouse es un bandido o un ladrón).
Ya están presentes la camarera y bailarina residente Minnie Mouse y un cliente. Este último es Black Pete y pronto se presenta como un forajido buscado. Pete ya se había establecido como antagonista en las series Alice Comedies y Oswald el conejo afortunado. Sin embargo, este corto marca su primer encuentro con Mickey o Minnie. El último par también parece desconocido entre sí. El corto aparentemente representa su encuentro inicial.
Minnie interpreta el tango y la salsa y ambos clientes comienzan a coquetear con ella. Pete luego intenta poner fin temprano a su rivalidad emergente procediendo a secuestrarla. Se escapa en su burro mientras Mickey persigue a su ñandú y pronto alcanza a su rival. Pete y Mickey luego proceden a desafiarse mutuamente a un duelo de espadas. Este último sale vencedor (cubriendo la cabeza de Pete con un orinal que saca de debajo de la cama) y finalmente se apodera de Minnie. El final tiene a Mickey y Minnie montando el ñandú a la izquierda del escenario hasta que quedan completamente oscurecidos por los árboles en primer plano.

## Recepciones
The Film Daily (6 de enero de 1929) dijo: "Esta presenta a Mickey Mouse, el héroe demoníaco que tiene sus altibajos tratando de rescatar a su amorcito que ha sido secuestrado por el villano Cat. En este toma un papel regular de Doug Fairbanks. como un gaucho cabalgador de las pampas sudamericanas. Es bueno burlesqueando todo el camino, y el trabajo de dibujos animados de Walt Disney es extremadamente inteligente. Tiene algunos efectos de comedia ingeniosos a través de la adición de sonido, lo que hace que la película sea mucho más agradable y risible de lo que podría ser en forma muda".
Variety (9 de enero de 1929) dijo: "Buenos seis minutos para los grandes programas porque los dibujos animados se ríen al conseguir cosas. Esta es la caligrafía de Walt Disney, programada para presentar un nuevo personaje de dibujos animados, 'Mickey Mouse', con Powers sincronizados a través de Cinephone Los efectos de sonido ganaron algunas risas aquí por sí solos, pero después de que todo terminó, queda la impresión de que cualquier baterista alerta puede duplicar ... El valor en este proviene de las travesuras que Disney hace que sus figuras realicen durante una persecución y un duelo. Suficientemente familiar como trama, pero algunas arrugas nuevas en la gimnasia corporal y los medios fantásticos para obtener numerosos fines. A la audiencia le gustó y, aunque mejorado por los efectos, el carrete es lo suficientemente fuerte como para estar en las casas A más solo un órgano u orquesta. Si los músicos son lo suficientemente inteligentes como para seguir el ritmo, mucho mejor.Una caricatura inusual en ser buena con o sin sonido".

## Home media
El corto fue lanzado el 2 de diciembre de 2002 en Walt Disney Treasures: Mickey Mouse in Black and White.